# Llista de tribus no reconegudes als Estats Units
Les tribus no reconegudes als Estats Units són organitzacions de persones que diuen ser històricament, cultural i genèticament relacionades a les tribus natives americanes històriques, però que actualment no estan oficialment reconegudes com a nacions índies legítimes pel govern federal dels Estats Units o pels estats individuals. Els següents són els grups que diuen ser nadius amerindis per ètnia, però la legitimitat històrica i cultural dels quals no és reconeguda ni pel govern federal a través de la Bureau of Indian Affairs ni per cap govern estatal als Estats Units, i les reclamacions dels quals no han estat provades.

## Llista de grups no reconeguts que reclamen descendència de tribus ameríndies
La següent és una llista dels actuals (últims deu anys) grups coneguts per autoidentificar-se com a tribus que no han estat reconeguts tant pel Bureau of Indian Affairs o per un dels estats.

### Alabama
- Nació Cherokee d'Alabama.[2][3] Carta d'intent de petició 02/16/1999.[4]
- Comunitat índia Cherokee River.[2] Carta d'intent de petició 08/03/2000.[4] Recepció de petició 08/03/2000.[5]
- Cherokee Chickamauga d'Alabama.[2]
- Banda Chickmaka de l'Aletiplà South Cumberland.[2]
- Tribu Creek Coweta. Carta d'intent de petició 2/12/2003.[4]
- Banda Eagle Bear de Cherokees Lliures.[2][6][7][8]
- La banda Langley dels indis Cherokee Chickamogee del Sud-est dels Estats Units, aka Banda Langley de Chickamogee dels Indis Cherokee.[2][3][6][7][8] Carta d'Intent de Petició 04/20/1994; Servei postal certifica carta retornada 11/5/1997.[4]
- Phoenician Cherokee II - Eagle Tribe of Sequoyah.[2] Carta d'intent de petició 09/18/2001.[4]
- Nació Índia Creek Principal a l'Est del Mississippi.[2][3][6][7][8] Carta d'intent de petició 11/09/1971. Refús al reconeixement 06/10/1985 50 FR 14302; carta certificada retornada "desconegut" 10/1997.[4]
- Wolf Creek Cherokee Tribe, Inc. of Florida.[2] També a Florida.

### Alaska
- Chilkoot Kaagwaantaan Clan.[3] Carta d'intent de petició 4/22/1997.[4]
- Five Landless Alaska Tlingit communities. Aquestes comunitats tlingit foren omeses per l'omitted[Cal aclariment]
 from the Alaska Native Claims Settlement Act i no reberen cap terra ni drets de subsistència sota la llei.[9]
- Katalla-Chilkat Tlingit Tribe of Alaska.[3] Carta d'intent de petició 02/02/1995; carta certificada retornada per P.O. 10/1997.[4]
- Knugank. Carta d'intent de petició 1/7/1999.[4]
- Qutekcak Native Tribe. Carta d'intent de petició 2/13/2002.[4] Recepció de petició 2/13/2002.[10]
- Consell Tribal Tsimshian.[3][7] Carta d'intent de petició 07/02/1978.[4] Podria ser un grup escindir de la comunitat índia Metlakatla de la reserva d'Annette Island, una vila nadiua d'Alaska reconeguda federalment.

### Arizona
- American Cherokee Confederacy.[2]
- Arizona Cherokee Pioneers.[2]
- Barrio Pascua - una vila dels yaqui a la regió fronterera entre Arizona i Mèxic.[6][7][8][11]
- The United Cherokee Nation (UCN) – Western National Office.[2][12] També a Geòrgia.
  - suposats clans organitzats a aquestes àrees, sovint s'anomenen a si mateixos "Cherokee Nation of ....": Alabama, Alaska, Alberta, Arizona (Geòrgia, Nevada), Arkansas, California, Colorado (Nou Mèxic, Utah), Connecticut, Delaware, Florida,[13] Hawaii, Idaho (Montana), Indiana, Kentucky, Louisiana (Mississippi), Maine, Maryland, Massachusetts, Michigan, Missouri (Kansas), Nebraska (Iowa), Nova Hampshire, Nova Jersey, Nova York, North Carolina, North Dakota, Ohio, Oklahoma, Oregon, Pennsylvania, Rhode Island, South Carolina, South Dakota, Tennessee, Texas, Vermont, Virginia, Washington, West Virginia, Wisconsin (Illinois (Chicago i branques metropolitanes), Minnesota) i Wyoming.

### Arkansas
Gairebé totes les tribus no reconegudes d'Arkanses han estat acusades d'"organitzacions sospitoses de frau" per l'American Indian Heritage Support Center.
- Amonsoquath Tribe of Cherokee.[2]
- Arkansas Band of Western Cherokee (fabans Western Arkansas Cherokee Tribe).[2][3] Carta d'intent de petició 04/07/1998.[4]
- Arkansas Cherokee (also known as Chickamauga Cherokee of Arkansas).[2] Carta d'intent de petició 03/21/2008.[4]
- Arkansas Cherokee Nation.[2]
- Arkansas White River Cherokee (also in Florida).[2]
- Central Tribal Council.[2] Carta d'intent de petició 01/21/2003.[4] recepció de petició 01/21/2003.[10]
- Cherokee Nation West of Missouri and Arkansas (abans Cherokee Nation West or Southern Band of the Eastern Cherokee Indians of Arkansas and Missouri).[2] Carta d'intent de petició 5/11/1998.[4] També a Missouri.
- Cherokee-Choctaw Nation of St. Francis and Black Rivers.[2] Carta d'intent de petició 08/01/2006.[4]
- Confederated Western Cherokees of Arkansas.[2]
- Lost Cherokee of Arkansas and Missouri.[2][3] Carta d'intent de petició 02/10/1999; carta retornada, marcada “in dispute” entre dues adreces diferents.[4] website Arxivat 2013-01-27 at Archive.is
  - Lost Cherokee of Arkansas and Missouri (I).[2] Facció a Conway, AR.
  - Lost Cherokee of Arkansas and Missouri (II).[2] Facció a Dover, AR.
- Neches Tribe – Cherokee Nation.[2]
- Northern Cherokee Nation. Dissolta en tres grups:
  - Chickamauga Cherokee Nation (I),[2][8][14] també coneguts com a Chickamauga Cherokee Nation MO/AR White River Band i com a White River Band of Northern Cherokee Nation of Missouri and Arkansas.[14] També a Missouri i Oklahoma. També hi ha una Chickamauga Cherokee Nation White River Band (II) a Oklahoma.
  - Nació Cherokee Septentrional de l'Antic Territori de Louisiana.[2] Carta d'intent de petició 2/19/1992.[6][7][8] També a Missouri.
    - Kanasas (Awi Akta) District of NCNOLT.[2]
    - Oklahoma (Ani Tsi Na) District of the NCNOLT.[2]

  - Northern Cherokee Tribe of Indians of Missouri and Arkansas.[2][6][7][8] Carta d'intent de petició 07/26/1985.[4] També a Missouri.
- Old Settler Cherokee Nation of Arkansas.[2] Carta d'intent de petició 9/17/1999.[4]
- Ozark Mountain Cherokee Tribe of Arkansas and Missouri. Carta d'intent de petició 10/19/1999.[4] recepció de petició 10/19/1999.[5] També a Missouri.
- Red Nation of the Cherokee.[2] També a Kansas.
- Revived Ouachita Indians of Arkansas and America.[3][7][8] Carta d'intent de petició 04/25/1990.[4]
- Sac River and White River Bands of the Chickamauga-Cherokee Nation of Arkansas and Missouri Inc. (abans Northern Chickamauga Cherokee Nation of Arkansas and Missouri).[2][8][15] Carta d'intent de petició 09/05/1991.[4] També a Missouri.
- Western Cherokee of Arkansas and Louisiana Territories.[2] Carta d'intent de petició 10/05/2001.[4] També a Missouri.
- Western Cherokee Nation of Arkansas and Missouri.[2][3] Carta d'intent de petició 05/01/1998.[4] També a Missouri.

### Califòrnia
- Alexander Valley Mishewal Wappo[8]
- Amah Mutsun Band of Ohlone/Costanoan Indians (abans Amah Band of Ohlone/Costanoan Indians).[8] Carta d'intent de petició 09/18/1990.[3][4][6][7][16][17]
- Amonsoquath Tribe of Cherokee.[2] Carta d'intent de petició.[3] També a Missouri.
- Ani Yvwi Yuchi (Cherokee).[2][8] Carta d'intent de petició 7/31/1996.[3][4]
- Antelope Valley Paiute Tribe (a.k.a. Antelope Valley Indian Community).[8] Carta d'intent de petició 07/09/1976.[3][4][6][7]
- Atahun Shoshones of San Juan Capistrano[6][7][8]
- Barbareno Chumash Council
- Barbareno/Ventureno Band of Mission Indians. Carta d'intent de petició 01/17/2002.[4] Recepció de petició 01/17/2002.[10]
- Big Meadows Lodge Tribe[6][7][8][18]
- Calaveras County Band of Miwuk Indians.[6][7][8][18] Carta d'intent de petició 08/31/2001.[4]
- California Indian Council/Lulapin[8]
- Callattakapa Choctaw Tribe. Carta d'intent de petició 07/13/2004.[4]
- Calusa-Seminole Nation. Carta d'intent de petició 04/28/1998.[3][4]
- Cherokee Nation Heritage Organization of California.[2][8]
- The Cherokees of California.[2]
- Chilula Tribe[8]
- The Chiricahua Tribe of California. Carta d'intent de petició 04/24/2003.[4]
- Choctaw Allen Tribe. Carta d'intent de petició 10/20/2003.[4]
- Choinumni Council. Carta d'intent de petició 07/14/1988.[4] Carta certificada inentregable 10/1997[3][6][7][18]
- Chukchansi Yokotch Tribe of Mariposa CA.[8] Carta d'intent de petició 05/25/1993.[3][4][6][7]
- Chumash Council of Bakersfield.[8] Carta d'intent de petició 10/18/2005.[4]
- Coastal Band of Chumash.[8] Carta d'intent de petició 03/25/1982.[3][4][6][7][18]
- Coastal Gabrieleno Diegueno Band of Mission Indians.[8] Carta d'intent de petició 3/18/1997.[3][4]
- Coastanoan Band of Carmel Mission Indians.[8] Carta d'intent de petició 09/16/1988.[3][4][6][7]
- Colfax-Todds Valley Consolidated Tribe of the Colfax Rancheria[19]
- Confederation of Aboriginal Nations[8]
- Costanoan Rumsen Carmel Tribe.[20] Carta d'intent de petició 08/24/1994.[3][4]
- Costanoan Tribe of Santa Cruz and San Juan Bautista Missions. Carta d'intent de petició 5/11/1999; Carta d'intent rebutjada 5/10/2000.[4]
- Costoanoan Ohlone Rumsen-Mutsen Tribe.[8] Carta d'intent de petició 12/07/1994.[3][4]
- Digueno Band of San Diego Mission Indians. Carta d'intent de petició 10/15/2003.[4]
- The Displaced Elem Lineage Emancipated Members (a.k.a. DELEMA). Carta d'intent de petició 05/11/1998.[3][4]
- Dumna-Wo-Wah Tribal Government (abans Dumna Tribe of Millerton Lake). Carta d'intent de petició 01/22/2002.[4] Recepció de petició 01/22/2002 com a "Dumna Tribal Council."[10]
- Dunlap Band of Mono Indians (a.k.a. Mono Tribal Council of Dunlap).[8] Carta d'intent de petició 01/04/1984.[3][4][6][7] Carta d'intent retirada 7/2/2002; Carta d'intent de petició 8/9/2005.[4]
- Eshom Valley Band of Michahai and Wuksachi. Carta d'intent de petició 05/24/2005.[4]
- Esselen/Coastanoan Tribe of Monterey County (abans Esselen Tribe of Monterey Council).[8] Carta d'intent de petició 11/16/1992; retirada 11/15/1996.[3][4]
- Fernandeno/Tataviam Tribe. Carta d'intent de petició 04/24/1995.[3][4]
- Gabrieleno Band of Mission Indians of California. Carta d'intent de petició 11/03/1998.[3][4] Reconeguda només com a banda per la tribu reconeguda estatalment Gabrielino-Tongva Tribe.
- Gabrielino/Tongva Indians of California Tribal Council. Carta d'intent de petició 08/14/1997.[3][4] Reconeguda només com a banda per la tribu reconeguda estatalment Gabrielino-Tongva Tribe.
- Gabrielino/Tongva Nation.[8] Carta d'intent de petició 03/21/1994.[3][4][6][7] Reconeguda només com a banda per la tribu reconeguda estatalment Gabrielino-Tongva Tribe.
- Gabrielino-Tongva Tribe (a.k.a. San Gabriel Band of Mission Indians). En 1994 l'estat de Califòrnia reconegué oficialment la Tribu Gabrielino-Tongva Tribe en Assembly Joint Resolution 96, Resolution Chapter 146 dels estatuts de 1994. La tribu, tanmateix, s'ha trencat en nombroses faccions, algunes de les quals cerquen el reconeixement federal com a tribus separades. Les tres faccions més grans i més prominents són: Gabrielino-Tongva Tribe[21] (o San Gabriel Band of Mission Indians com s'hi referia històricament), Gabrieleno/Tongva Tribal Council of San Gabriel[22] i Gabrieleno/Tongva Nation[23] (a.k.a. Gabrielino/Tongva Tribe of the Los Angeles Basin).[4] En els últims anys s'han introduït decrets a la legislatura de Califòrnia per a crear per a la tribu la Reserva Gabrielino-Tongva i garantir els drets de joc de la tribu; tanmateix, aquests decrets no van aconseguir arribar a la taula del governador. En el seu darrer intent, el Senate Bill 1134 introduït el 30 de gener de 2008 podria haver creat la reserva Gabrielino/Tongva sense concedir a la tribu drets de joc. Tanmateix, quan el principal autor, el senador Oropeza, es va assabentar que la tribu usava la reserva com a palanca per a obtenir els drets de joc, va retirar el seu suport al decret.[24]
- Honey Lake Maidu. Carta d'intent de petició 06/01/2000.[4] Recepció de petició 06/01/2000.[5]
- Hownonquet Community Association[6][7][8]
- Indian Canyon Band of Coastanoan/Mutsun Indians.[8] Carta d'intent de petició 06/09/1989.[4][6][7]
- Independence 14 (Miranda Allotment)[19]
- Indian Cultural Organization[8]
- Juaneño Band of Mission Indians, Acjachemen Nation (I).[8][25][26] Carta d'intent de petició 08/17/1982.[3][4][6][7] També hi ha una tribu no reconeguda anomenada Juaneño Band of Mission Indians, Acjachemen Nation (II). Els Juaneños intentaran recuperar l'antiga base El Toro al Comtat d'Orange (Califòrnia) que se li va donar a les forces armades dels Estats Units en la dècada de 1930.
- Juaneño Band of Mission Indians, Acjachemen Nation (II). Carta d'intent de petició 3/8/1996.[3][4] Decline to Acknowledge 12/03/2007 (72 FR 67951). També existeix la banda reconeguda estatalment Juaneño Band of Mission Indians, Acjachemen Nation (I).
- Kawaiisu Tribe of the Tejon Indian Reservation[19]
- Kern Valley Indian Community.[8][27] Carta d'intent de petició 02/27/1979.[3][4][6][7]
- Konkow Valley Band of Maidu. Carta d'intent de petició 08/20/1998.[3][4]
- Maidu Nation. Carta d'intent de petició 1/6/1977[6][7]
- Melochundum Band of Tolowa Indians[6][7][8]
- Mishkanaka (Chumash)[8]
- Mission Creek Band of Indians, Mission Creeek Reservation, Desert Hot Springs California. Carta d'intent de petició 09-29-2011.
- Miwok Tribe[8]
- Monachi Indian Tribe. Carta d'intent de petició 10/14/2004.[4]
- Mono Lake Indian Community.[8] Carta d'intent de petició 07/09/1976.[3][4][6][7]
- Muwekma Ohlone Tribe (abans Ohlone/Costanoan Muwekma Tribe a.k.a. Muwekma Indian Tribe: Costanoan/Ohlone Indian Families of the San Francisco Bay).[8] Carta d'intent de petició 05/09/1989.[3][6][7] Refús de reconeixement 9/17/2002 (67 FR 58631); decisió efectiva 12/16/2002.[4]
- Nashville Eldorado Miwok Tribe. Carta d'intent de petició 11/09/2004.[4]
- Nor-Rel-Muk Nation (abans Hayfork Band; abans Nor-El-Muk Band of Wintu Indians).[8] Carta d'intent de petició 01/05/1984.[3][4][6][7]
- North Fork Band of Mono Indians.[8] Carta d'intent de petició 09/07/1983.[3][4][6][7]
- North Valley Yokut Tribe. Carta d'intent de petició 09/22/2000.[4] Recepció de petició 09/22/2000.[5]
- Northern Band of Mono-Yokuts. Carta d'intent de petició 08/22/2006.[4]
- Northern Maidu Maidu Tribe[6][7][8]
- Northfolk Band of Mono Indians[8]
- Ohlone/Costanoan - Esselen Nation. Carta d'intent de petició 12/03/1992.[3][4][6][7]
- Paskenta Band of Momlaki Indians[8]
- Rancho San Timoteo Band of Serrano Indians[8]
- San Cayetano Band of Cahuilla Indians or the Montoya Band of Cahuilla Indians[8]
- Salinan Nation (a.k.a. Salinan Chumash Nation).[8] Carta d'intent de petició 10/10/1989.[3][4][6][7]
- Salinan Tribe of Monterey & San Luis Obispo Counties.[8] Carta d'intent de petició 11/13/1993.[3][4][6][7]
- San Fernando Band of Mission Indians (abans Ish Panesh United Band of Indians; abans Oakbrook Chumash People a.k.a. Ish Panesh Band of Mission Indians, Oakbrook Park Chumash).[8] Carta d'intent de petició 05/25/1995.[3][4]
- San Luis Rey Band of Mission Indians.[8] Carta d'intent de petició 10/18/1984.[3][4][6][7]
- Shasta Nation.[8] Carta d'intent de petició 05/28/1982.[3][4][6][7]
- She-Bel-Na Band of Mendocino Coast Pomo Indians. Carta d'intent de petició 03/01/2006.[4]
- Sierra Foothill Wuksachi Yokuts Tribe. Carta d'intent de petició 05/11/1999.[4]
- Southern Sierra Miwuk Nation (abans American Indian Council of Mariposa County a.k.a. Yosemite).[8] Carta d'intent de petició 04/24/1982.[3][4][6][7][18][28]
- Tehatchapi Tribe of the Tejon Reservation[3][6][7][8]
- Tinoqui-Chalola Council of Kitanemuk and Yowlumne Tejon Indians.[8] Carta d'intent de petició 01/16/1996.[3][4]
- Tolowa Nation. Carta d'intent de petició 01/31/1983.[3][4][7]
- Tolowa-Tututni Tribe.[7][8] També a Oregon.
- Toulumne Algerine Band of Yokut. Carta d'intent de petició 01/23/2006.[4]
- Tuolumne Band of Cherokee Indians.[2]
- Traditional Choinuymni Tribe.[8] Carta d'intent de petició 03/29/2000.[4] Recepció de petició 03/29/2000.[5]
- T'Si-akim Maidu. Carta d'intent de petició 11/16/1998.[3][4]
- Tsnungwe Council (a.k.a. South Fork Hupa).[8] Carta d'intent de petició 09/22/1992.[3][4][6][7]
- United Hourma Nation, Inc. Carta d'intent de petició 3/22/1994.[6][7][29]
- United Lumbee Nation of North Carolina and America. Carta d'intent de petició 04/28/1980; Refús de reconeixement 07/02/1985 (50 FR 18746).[3][4][6][7] També a North Carolina.
- United Maidu Nation.[8] Carta d'intent de petició 01/06/1977.[3][4]
- Wadatkuht Band of the Northern Paiutes of the Honey Lake Valley. Carta d'intent de petició 01/26/1995.[3][4]
- Washoe/Paiute of Antelope Valley. Carta d'intent de petició 07/09/1976.[3][4][6][7]
- Winnemem Wintu Tribe[19]
- Wintoon Indians.[8] Carta d'intent de petició 10/26/1984; carta certificada retornada pel P.O. 10/1997.[3][4][6][7]
- The Wintoon Tribe of Northern California, Inc.. Carta d'intent de petició 04/27/2005.[4]
- Wintu Indians of Central Valley, California.[8] Carta d'intent de petició 10/26/1984; carta certificada retornada per P.O. 10/1997.[3][4][6][7]
- Wintu of Shasta-Toyon[8]
- Wintu Tribe of Northern California.[8] Carta d'intent de petició 08/25/1993.[3][4][6][7]
- Woodfords Community Council[8]
- Wukchumni Council.[8] Carta d'intent de petició 02/22/1988.[4] Certified letter undeliverable 10/1997.[3][6][7]
- Xolon Salinan Tribe. Carta d'intent de petició 09/18/2001.[4]
- Yamassee Native American Association of Nations, Van Nuys California[30]
- Yokayo Tribe of Indians.[8] Carta d'intent de petició 03/09/1987.[4] Certified letter returned by P.O. 10/1997[3][6][7]
- Yosemite Mono Lake Paiute Indian Community. Carta d'intent de petició 12/06/2005.[4]

### Carolina del Nord
- Cherokee Indians of Hoke County, Inc. (a.k.a. Tuscarora Hoke Co.).[2][8] Carta d'intent de petició 09/20/1983; petició considerada inelegible (opinió SOL de 10/23/1989).[4][6][7]
- Cherokee Indians of Robeson and Adjoining Counties.[2][8] Carta d'intent de petició 02/01/1979; petició considerada inelegible (opinió SOL de 10/23/1989).[4][6][7]
- Cherokee Powhattan Indian Association.[2]
- Chicora-Siouan Indian People, Carta d'intent de petició 02/10/1993.[6] també a Carolina del Sud.
- Coree Indians (a.k.a. Faircloth Indians).[8] Carta d'intent de petició 08/05/1978.[4][6][7]
- Creek-Cherokee Indians, Pine Tree Clan.[2]
- Cumberland County Association for Indian People[8]
- Eno-Occaneechi Tribe of Indians. Carta d'intent de petició 11/24/1997.[4]
- Free Cherokee.[2]
- Four Hole Indian Organization, Carta d'intent de petició 12/30/1976.[6] també a Carolina del Sud.
- Guilford Native American Association[8]
- Hattadare Indian Nation.[8] Carta d'intent de petició 03/16/1979.[4][6][7]
- Hatteras-Tuscarora Indians.[8] Carta d'intent de petició 06/24/1978: petició considerada inelegible (opinió SOL de 10/23/1989).[4][6][7] Units als Tuscarora Nation East of the Mountains, 3/22/2004.[4]
- Tribu Haliwa-Saponi[7]
- Kaweah Indian Nation, Inc.[2][8] Carta d'intent de petició 04/28/1980; carta certificada retornada pel servei postal 10/1997; refús de reconeixement 06/10/1985 (50 FR 14302).[4][6][7] també a Kansas.
- Indians of Person County (formerly Cherokee-Powhattan Indian Association). Carta d'intent de petició 09/07/1984.[4][6][7][8]
- Meherrin Indian Tribe (II). Carta d'intent de petició 06/27/1995.[4]

hi ha una tribu reconeguda estatalment amb el mateix nom, Meherrin Indian Tribe (I).
- Ne'Ha-Tsunii Indian Nation[12]
- Nee Tribe (a.k.a. Nuluti Equani Ehi Tribe and Near River Dwellers).[2][31] (website Arxivat 2020-10-01 a Wayback Machine.)
- Ridge Band of Cherkees.[2]
- The Roanoke-Hatteras Indians of Dare County.[7] Carta d'intent de petició 03/10/2004.[4]
- Santee Tribe, White Oak Community. Carta d'intent de petició 06/04/1979[6][7]
- Santee Tribe[6]
- Southeastern Cherokee Confederacy.[2]
- Southeastern Cherokee Confederacy, Silver Cloud Clan.[2]
- Summerville Indian Group.[6] també a Carolina del Sud.
- Tsalagi Nation Early Emigrants 1817.[2] Carta d'intent de petició 07/30/2002.[4] Recepció de petició 07/30/2002.[10]
- Tuscarora Indian Tribe (Drowning Creek Reservation).[8] Carta d'intent de petició 02/25/1981; petició considerada inelegible (opinió SOL de 10/23/1989).[6][7] Grup dissolt formalment i notificat al Departament 02/19/1997.[4]
- Tuscarora Nation of Indians of the Carolinas. Carta d'intent de petició 12/21/2004.[4]
- Tuscarora Nation of North Carolina. Carta d'intent de petició 11/19/1985; petició considerada inelegible (opinió SOL de 10/23/1989).[4][6][7][8]
- Tuscarora Nation East of the Mountains. Carta d'intent de petició 09/08/1999.[4]
- United Lumbee Nation of North Carolina and America,[8] Carta d'intent de petició 4/28/1980; Reconeixement federal denegat 07/02/1985.[6][7] també a California.

### Carolina del Sud
- American Indian Center of South Carolina.[32]
- Indis Beaver Creek
- Broad River Band of Cherokee.[2]
- Carolina Indian Heritage Association.[32]
- Cherokee Bear Clan of South Carolina.[32]
- Cherokees of South Carolina.[2]
- Chicora Indian Tribe of South Carolina (abans Chicora-Siouan Indian People).[7][8][14][32][33][34] Carta d'intent de petició 02/10/1993.[4] També a Carolina del Nord.
- The Chicora-Waccamaw Indian People. Carta d'intent de petició 10/05/1994.[4]
- Croatan Indian Tribe of South Carolina.[32]
- Eastern Cherokee, Southern Iroquois & United Tribes of South Carolina, Inc.[2]
- Edisto Indian Organization of South Carolina (també coneguda com a Edisto Indian Tribe).[7][8][32][33][34]
- Four Hole Indian Organization, Edisto Tribal Council.[7] Carta d'intent de petició 12/30/1976.[4] També a Carolina del Nord.
- Fields Indian Family – Pine Hill Indian Community.[32]
- Free Cherokee-Chickamauga[2][8]
- Horse Creek Indian Heritage Association.[32]
- Little Horse Creek American Indian Association.[32]
- Marlboro & Chesterfield Pee Dee Band (a.k.a. Upper Pee Dee Nation of South Carolina)[32][34]
- Midlands Intertribal Empowerment Group.[32]
- Paia Lower Eastern Cherokee Nation.[2]
- Pee Dee Indian Association. Carta d'intent de petició 01/30/1995.[4]
- Pine Hill Indian Community[34]
- Santee Indian Nation.[32]
- Summerville Indian Group.[7][8] També a Carolina del Nord.
- Sumter Band of Cheraw Indians.[32][33][34]
- United Cherokee Tribe of West Virginia.[2] També a Pennsylvania i Virgínia Occidental.
- Waccamaw Siouan Indian Association. Carta d'intent de petició 10/16/1992; carta certificada retornada pel servei postal 11/5/1997.[4]

### Colorado
- Munsee Thames River Delaware. Carta d'intent de petició 07/22/1977; refusat el reconeixement 01/03/1983 47 FR 50109.[3][4][6][7][8]
- Council for the Benefit of the Colorado Winnebagoes. Carta d'intent de petició 01/26/1993; carta certificada retornada "intentat, desconegut" 11/5/1997.[3][4][6][7][8]

### Connecticut
- Eastern Pequot Indians of Connecticut. Carta d'intent de petició 06/28/1978;[3][4][6][7][8] determinació final de no reconeixement esdevé ferma i efectiva 10/14/2005 70 FR 60099.[4]
- Grasmere Band of Wangunk Indians of Glastonbury, Connecticut (abans Pequot Mohegan Tribe, Inc.). Carta d'intent de petició 4/12/1999.[4]
- The Mohegan Tribe & Nation. Carta d'intent de petició 10/06/1992.[3][4][8]
- Native American Mohegans, Inc. Carta d'intent de petició 9/19/2002.[4] recepció de petició 9/19/2002.[10]
- The Nehantic Tribe and Nation. Carta d'intent de petició 9/5/1997.[3][4][8]
- Nipmuc Indian Bands[6][7][8]
- Paugussett Tribal Nation of Waterbury, Connecticut. Carta d'intent de Petició 7/3/2002.[4] recepció de petició 7/3/2002.[10]
- Poquonnock Pequot Tribe. Carta d'intent de petició 7/7/1999.[4]
- The Southern Pequot Tribe (a.k.a. The Southern Pequot Tribal Nation of Waterford). Carta d'intent de petició 7/7/1998.[3][4]
- The True Golden Hill Paugussett Tribal Nation (abans Golden Hill Paugussett Tribal Nation). Carta d'intent de petició 02/08/2002.[4] recepció de petició 02/08/2002 com a "The Golden Hill Paugussett Tribal Nation".[10]
- The Western Pequot Tribal Nation of New Haven. Carta d'intent de petició 11/27/2000.[4]

### Dakota del Nord
- Christian Pembina Chippewa Indians.[6][7][8] Carta d'intent de petició 6/26/1984.[4]
- Little Shell Band of the North Dakota Tribe (a.k.a. Little Shell Pembina Band of North America).[6][7][8] Carta d'intent de petició 11/11/1975.[4] Aquesta tribu ha estat acusada de ser una organització terrorista lcoal per la Lliga Antidifamació.
- Metis Nation of North Dakota, una extensió dels metis de la barreja d'amerindis i canadencs, principalment francesos.

### Delaware
- Lenape Tribe of Delaware.[8]

### Districte de Colúmbia
- Cherokee Tuscarora Nation of Turtle Island.[2]

### Florida
- Apalachicola Band of Creek Indians.[3][8] Carta d'Intent de Petició 08/17/2004[4][35]
- Arkansas White River Cherokee (a.k.a. Chickamauga Cherokee Nation - White River Band (I)).[2][14][15] Carta d'Intent de Petició 10/22/2003.[4] Malgrat el nom Arkansas el grup es troba a Florida. També hi ha una Chickamauga Cherokee Nation - White River Band (II) i (III) a Oklahoma.
- Binay Tribe.[13]
- Chickamauga Cherokee Indian Creek Band.[2][13]
- Choctaws of Florida (a.k.a. Hunter Tsalagi-Choctaw Tribe).[2][20] Carta d'Intent de Petició 03/02/2005.[4]
- Church of the Métis Tribe.[13]
- Creeks East of the Mississippi (a.k.a. Principal Creek Indian Nation East of the Mississippi).[3][6][7][8][35] Carta d'Intent de Petició 03/21/1973 (sol·licitada com a part de la tribu reconeguda per l'estat Lower Muskogee Creek Tribe - East of the Mississippi, Inc., Georgia); refús de reconeixement 12/21/1981 46 FR 51652, vegeu també 47 FR 14783[4]
- Echota Cherokee Tribe of Florida.[12]
- Florida Mockingbird Clan.[13]
- Florida Tribe of Cherokee Indians, Inc.[2]
- Indian Creek Band, Chickamauga Creek & Cherokee Inc.[7][35] Carta d'Intent de Petició 02/19/2004[4]
- Muscogee Nation of Florida (abans Florida Tribe of Eastern Creek Indians).[3][6][7][8][14][36] Carta d'Intent de Petició 06/02/1978;[4] a l'espera d'una consideració activa; tots els documents han estat arxivats amb BAR.
  - Creek-Euchee Band of Indians of Florida. Carta d'Intent de Petició; Receipt of Petition 11/23/1999.[5] Carta d'intent renunciada 10/20/2000; units a la Florida Tribe of Eastern Creek Indians[4]
- Ocali Nation.[13]
- Ouachita Indians of Florida and America.[13]
- Perdido Bay Tribe of Lower Muscogee Creeks[13][14]
- Rainbow Tribes.[13]
- Red Nation's Intertribal.[12]
- Seminole Nation of Florida (a.k.a. Traditional Seminole).[3][35] Carta d'Intent de Petició 08/05/1983; referit a SOL per determinació 5/25/1990.[4]
- Sovereign Miccosukee Seminole Nation, a.k.a. Everglades Miccosukee Tribe of Seminole Indians.[20]
- Topachula Tribe[6][35]
- Tuscola United Cherokee Tribe of Florida, Inc. (abans Tuscola United Cherokees of Florida & Alabama, Inc.).[2][3][7][8][14][35] Carta d'Intent de Petició 01/19/1979; retirada a sol·licitud del peticionari 11/24/1997;[4] reinstated 2005.
- Wolf Creek Cherokee Tribe, Inc. of Florida.[2][12] També a Alabama.

### Georgia
- American Cherokee Confederacy (vegeu Southeastern Cherokee Confederacy, Inc. (SECC)). Known Bands: Horse Band (OK).
- Broad River Band of Cherokee.[2]
- Cane Break Band of Eastern Cherokees.[2] Carta d'Intent de Petició 01/09/1979;[4] rejoined Georgia Tribe of Eastern Cherokees, Inc. (I), notificació 7/16/1997[3][6][7][8]
- Cherokee Indians of Georgia, Inc.[2]
- Chickamauga Cherokee Band of Northwest Georgia.[2][8]
- Georgia Band of Chickasaw Indians (abans Mississippi Band of Chickasaw Indians). Carta d'Intent de Petició 9/15/1998.[4]
- Georgia Tribe of Eastern Cherokees, Inc.[8] (II).[2] Aquesta és una tribu no reconeguda a Dahlonega, GA, té el mateix nom que la tribu reconeguda estatalment Georgia Tribe of Eastern Cherokees, Inc. (I).[3][4]
- Georgia Tribe of Eastern Cherokees, Inc.[8] (III).[2] Aquesta és una tribu no reconeguda que té el mateix nom que la tribu reconeguda estatalment Georgia Tribe of Eastern Cherokees, Inc. (I).
- Kokeneschv Natchez Nation.
- Manahoac Saponi Nation[14]
- South-Eastern Indian Nation. Carta d'Intent de Petició Incompleta 01/05/1996; Carta incompleta d'intente de renúncia del peticionari 11/10/1997.[3][4]
- Southeastern Cherokee Confederacy, Inc. (SECC)[2] Carta d'Intent de Petició 03/09/1978; Refús de reconeixement 11/25/1985 (50 FR 39047).[3][4][6][7][8] Esdevé American Cherokee Confederacy[2][8] en 1/31/1996, com a grup escindit de Southeastern Cherokee Council, Inc. (SeCCI) format el mateix dia. Bandes: Northwest Cherokee Wolf Band (OR), Red Clay Intertribal Indian Band (TN).
- Southeastern Cherokee Council, Inc. (SeCCI).[2][4] També a Michigan. Bandes i Clans: Big Lake Eagle Band (AK), Black Wolf Clan (KY),[2] Blue Band (FL), Buffalo Creek Band (TN), Earth Band (PA), Enola Band (NC), Grey Wolf Clan of Ochlocknee (GA), Hummingbird Band (CA), Hummingbird Medicine Band (MO), Little Wolf Band (MI), Long Hair Band (FL), Lost Tribes Band (MI, MN), Many Waters Band (DE, MD), Mountain Band (NC), Myrtlewood Band (OR), Nighthawk Medicine Clan (FL), Northern Lights Band (MN), One Spirit Band (TN), Panther Band (GA), Patoka Valley Band (IN), Red Cedar (VA), Running Horse Band (TX), Tennessee Chota Band (TN), Turtle Band (OK), Turtle Island Band (OH), Turtle Moon Band (FL), Uwharie Band (NC), Wandering Waters Band (MI), Wee Toc Band (NC), Where Rivers Meet Band (MI), Windsong Band (DC (MD)).
- Southeastern Indian Nation.[2]
- Tama Indian Tribe[7]
- Uganawvkalvgv Kituwah Ayeli,[2] també coneguda com a Southeast Kituwah Nation.
- The United Cherokee Nation (UCN) – Eastern National Office.[2] També a Arizona.
- The United Creeks of Georgia[14]
- The Yamassee Native American Moors of the Creek Nation. Carta d'Intent de Petició 4/27/1999.[4]

### Hawaii
cap

### Idaho
- Delawares of Idaho, Inc. Carta d'intent de petició 06/26/1979.[3][4][6][7][8] website Arxivat 2018-11-06 a Wayback Machine.
- Lemhi-Shoshone Tribes fou privada de reconeixement en 1907.[7]
- Cherokees of Idaho, Inc. Carta d'intent de petició 03/14/2012.

### Illinois
- The People of the Mountains. Carta d'intent 6/3/2004.[4]

### Indiana
- Eel River Tribe Inc. of Indiana. Carta d'intent de petició 09/13/2006.[4]
- Lone Wolf Band of Cherokee Indians.[2]
- Miami Nation of Indians of the State of Indiana, Inc.[8] Carta d'intent de petició 04/02/1980; Declined to Acknowledge 08/17/1992 57 FR 27312.[3][4][6][7]
- Northern Cherokee Tribe of Indiana.[2][8] Carta d'intent de petició 7/26/1985[6][7]
- United Métis Tribe[14]
  - Buffalo Spirit Band of the United Métis Tribe[14]
  - Nimkii Band of the United Métis Tribe[14]
- Upper Kispoko Band of the Shawnee Nation.[8] Carta d'intent de petició 04/10/1991; carta certificada retornada per il·localitzat 10/30/1997.[3][4][6][7]
- Wea Indian Tribe. Restabliment de la reclamació 2000[7] Carta d'intent de petició 03/21/2007.[4]
- Wea Indian Tribe of Indiana. Restabliment de la reclamació 2004[7][12] Carta d'intent de petició 11/29/2006.[4]
- The Zibiodey / River Heart Metis Association/Band[14]

### Iowa
- United People of Cherokee Heritage.[2]

### Kansas
- Delaware-Muncie Tribe.[8] Carta d'Intent de Petició 06/19/1978.[3][4][6][7][37]
- Neutral Land Cherokee Group.[2] També a Missouri.
- Northern Cherokee Nation of the Old Louisiana Territory.[2] Localitzada a Arkansas i Missouri; reconeguda estatalment a Missouri però no reconeguda ací.
  - Kanasas (Awi Akta) District of NCNOLT.[2] – Localitzada a Kansas
  - Oklahoma (Ani Tsi Na) District of the NCNOLT.[2] – Localitzada a Oklahoma.
- Kaweah Indian Nation, Inc.[2][7] També a Carolina del Nord.
- Red Nation of the Cherokee.[2] També a Arkansas.[14]
- Swan Creek & Black River Chippewas.[6][7][8]
- United Tribe of Shawnee Indians.[8] Carta d'Intent de Petició 07/06/1995.[3][4][6][7]
- Wyandot Nation of Kansas.[8] Carta d'Intent de Petició 05/12/1994.[3][4][6][7][37]

### Kentucky
- Black Wolf Clan of SE Cherokee Council, Inc.[2]
- Cherokee Tribe of Kentucky.[2]
- Kentucky Cherokee Heritage Group.[2]
- Southeastern Kentucky Shawnee (www.southeasternkentuckyshawnee.com)

### Louisiana
- Apalachee Indian Tribe.[8] Carta d'Intent de Petició 01/22/1996.[3][4]
- Atakapa-Ishak Nation.[38]
- Avogel Nation of Louisiana. Carta d'Intent de Petició 11/13/2000.[4]
- Avogel, Okla Tasannuk, Tribe/Nation. Carta d'Intent de Petició 03/19/2001.[4]
- Avoyel-Kaskaskia Tribe of Louisiana. Carta d'Intent de Petició 06/20/2005.[4]
- The Avoyel-Taensa Tribe/Nation of Louisiana Inc. Carta d'Intent de Petició 01/09/2003.[4] Recepció de petició 01/09/2003.[10]
- Chahta Tribe.[38]
- Kispoko Sept of Ohio Shawnee.[7]
- Louisiana Choctaw Turtle Tribe.[38]
- Talimali Band, The Apalachee Indians of Louisiana (abans Apalachee Indians of Louisiana[8]). Carta d'Intent de Petició 02/05/1996.[3][4][38]

### Maine
- Maliseet Tribe[7]
- Wesget Sipu Inc. Carta d'Intent de Petició 6/4/2002.[4] Recepció de petició 6/4/2002.[10]

### Maryland
- Accohannock Indian Tribal Association, Inc.[8][20] Carta d'Intent de Petició 01/18/1995.[3][4]
- Federation: Moorish Science Temple of America, Inc. Carta d'Intent de Petició 01/23/96; determinat sol·licitud no elegible 5/15/1997.[4]
- Youghiogaheny River Band Of Shawnee Indians[6][7][8]
- Pocomoke Indian Nation[39]

### Massachusetts
- Assonet Band of Wampanoags[40]
- Chappaquiddic Band of Massachusetts[40] Carta d'Intent de Petició 05/31/2007.[4]
- Council of Seven/Royal House of Pokanoket/Pokanoket Tribe/Wampanoag Nation[41]
- Cowasuck Band-Abenaki People, també coneguts com a Cowasuck Band of Pennacook Abenaki People.[8][20] Carta d'Intent de Petició 01/23/1995.[3][4][40]
- Federation of old Plimoth Indian Tribes, Inc.[40] Carta d'Intent de Petició 05/16/2000.[4] Recepció de petició 05/16/2000.[5]
- Historical Nipmuc Tribe[40] website Arxivat 2009-02-11 a Wayback Machine.
- Narragansett Tribal of Indians[6][7][8][40]
- Natick Nipmuc Indian Council[40]
- New England Coastal Schaghticoke Indian Association and Tribal Council[8]
- Pocasset Wampanoag Indian Tribe.[8][40] Carta d'Intent de Petició 02/01/1995[3][4]
- Pokanoket Tribe of the Wampanoag Nation.[4] També a Rhode Island.
- Ponkapoag Tribal Council[40]
- Quinsigamond Band of the Nipmucs[8]
- Rebel Deaf Panther Tribe International[8]
- United American Indians of New England[8][40]

### Michigan
- Consolidated Bahwetig Ojibwas and Mackinac Tribe.[6][7][8] Carta d'Intent de Petició 12/04/1979; carta certificada retornada pel servei postal 11/5/1997.[4]
- Genesee Valley Indian Association[8][14]
- Lake Superior Chippewa of Marquette.[6][7][8] Carta d'Intent de Petició 12/13/1991.[4]
- Little Owl Band of Central Michigan Indians. Carta d'Intent de Petició 11/27/2000.[4]
- Mackinac Bands of Chippewa and Ottawa Indians. Carta d'Intent de Petició 05/13/1998.[4]
- Maconce Village Band of Ojibwa. Carta d'Intent de Petició 03/07/2000.[4] Recepció de petició 3/7/2000.[5]
- Maple River Band of Ottawa. Carta d'Intent de Petició 01/31/2005.[4]
- Muskegon River Band of Ottawa Indians. Carta d'Intent de Petició 07/26/2002.[4] Recepció de petició 07/26/2002.[10]
- Ooragnak Indian Nation. Carta d'Intent de Petició 12/1/1999.[4] Recepció de petició 12/01/1999.[5]
- Ottawa Colony Band of Grand River Ottawa Indians. Reconeguda únicament com a part de la banda Match-e-be-nash-she-wish dels indis Pottawatomi de Michigan.[4]
- Potawatomi Indians of Indiana and Michigan. Reconeguda únicament com a part de la banda Pokagon dels indis Potawatomi, Michigan and Indiana.[4]
- Southeastern Cherokee Council, Inc. (SeCCI).[2] També a Geòrgia.
- The Chi-cau-gon Band of Lake Superior Chippewa of Iron County. Carta d'Intent de Petició 02/12/1998.[4]
- Wyandot of Anderdon Nation.[42] Carta d'Intent de Petició 01/21/2003.[4] Recepció de petició 01/21/2003.[10] També a Ontario.

### Minnesota
- Kah-Bay-Kah-Nong (a.k.a. Gabekanaang Anishinaabeg/Warroad Chippewa),[8] Carta d'intent de petició 2/12/1979;[6][7] Servei postal retorna carta certificada 10/30/1997.[4]
- Kettle River Band of the St. Croix Chippewa of Minnesota. Actualment reconeguda com a part de la Banda Mille Lacs d'Ojibwe.[7]
- Mendota Mdewakanton Dakota Community.[7][8][20] Carta d'intent de petició 4/11/1996.[4]
- Ni-Mi-Win Ojibways[6][7][8]
- Rice Lake Band of Mississippi Ojibwe. Actualment reconeguda com a part de la Banda Mille Lacs d'Ojibwe.[7]
- Sandy Lake Band of Mississippi Chippewa,[8][14] peticions independents de reconeixement estatal i federal. Actualment reconeguda com a part de la Banda Mille Lacs d'Ojibwe.[6][7]
- Snake and Knife Rivers Band of the St. Croix Chippewa of Minnesota. Actualment reconeguda com a part de la Banda Mille Lacs d'Ojibwe.[7]
- St. Croix Chippewa of Minnesota. Actualment reconeguda com a part de la Banda Mille Lacs d'Ojibwe.[7]

### Mississippi
- Grand Village Natchez Indian Tribe[6][7][8]
- Federació Índia Choctaw de Mississippi[43]
- Vancleave Live Oak Choctaw. Carta d'intent de petició 06/14/2006.[4]

### Missouri
- Ahi Ni Yv Wiya, Inc.[2]
- Amonsoquath Band of Cherokee.[2]
- Amonsoquath Tribe of Cherokee.[2][8] Carta d'intent de petició 02/17/1995.[4] També a Califòrnia.
- Cherokee Nation West of Missouri & Arkansas (abans Cherokee Nation West - Southern Band of the Eastern Cherokee Indians of Arkansas and Missouri).[2] Carta d'intent de petició 5/11/1998.[4] També a Arkansas.
- Chickamauga Cherokee Nation.[2]
- Dogwood Band of Free Cherokees.[2][6][7][8]
- Lost Cherokee of Arkansas & Missouri.[3] Carta d'intent de petició 02/10/1999; carta retornada, marcada “in dispute” entre dues adreces diferents.[4] També a Arkansas.[44]
- Banda Nemenhah.[2]
- Neutral Land Cherokee Group.[2] També a Kansas.
- Northern Cherokee Nation. Dissolta en tres grups:
  - Chickamauga Cherokee Nation (I),[2][8][14] també conegufda com a Chickamauga Cherokee Nation MO/AR White River Band i com a White River Band of Chickamauga Cherokee Nation of Missouri and Arkansas.[14] També a Arkansas i Oklahoma. També hi ha una Chickamauga Cherokee Nation White River Band (II) a Oklahoma.
  - Northern Cherokee Nation of the Old Louisiana Territory.[2] Carta d'intent de petició 2/19/1992.[6][7][8] També a Arkansas.
    - Kanasas (Awi Akta) Districte de NCNOLT.[2]
    - Oklahoma (Ani Tsi Na) Districte del NCNOLT.[2]

  - Northern Cherokee Tribe of Indians of Missouri and Arkansas.[2][6][7][8] Carta d'intent de petició 07/26/1985.[4] També a Arkansas.
- Ozark Mountain Cherokee Tribe of Arkansas and Missouri.[2] Carta d'intent de petició 10/19/1999.[4] Recepció de petició 10/19/1999.[5] També a Arkansas.
- Sac River and White River Bands of the Chickamauga-Cherokee Nation of Arkansas and Missouri Inc. (abans Northern Chickamauga Cherokee Nation of Arkansas and Missouri).[2][8] Carta d'intent de petició 09/05/1991.[4] També a Arkansas.
- Saponi Nation of Missouri (Mahenips Band). Carta d'intent de petició 12/14/1999.[4] Recepció de petició 12/14/1999.[5][45]
- Southern Cherokee Indian Tribe. Carta d'intent de petició 12/01/2006.[4]
- Western Cherokee.[2][14]
- Western Cherokee of Arkansas/Louisiana Territories. Carta d'intent de petició 10/05/2001.[4] Recepció de petició 10/05/2001.[10] També a Arkansas.
- Western Cherokee Nation of Arkansas and Missouri.[3] Carta d'intent de petició 05/01/1998.[4] També a Arkansas.
- The Wilderness Tribe of Missouri.[2] Carta d'intent de petició 8/16/1999.[4]

### Montana
- Ahon-to-ays Ojibwa Band (a.k.a. Rocky Boy Ojibway Band). Carta d'intent de petició incompleta 2/1/1996.[4]
- Swan Creek & Black River Chippewa[6][7][8]

### Nebraska
- Nebraska band of Omaha-Winnebago Indians

### Nevada
- Pahrump Band of Paiutes, Carta d'intent de petició 11/9/1987.[4][6][7][8]

### Nou Mèxic
- Canoncito Band of Navajos,[14] petició de reconeixement federal independent 07/31/1989.[4][6][7] Nota: és un Chapter (untat de govern) de la Nació Navajo.
- Piro/Manso/Tiwa Indian Tribe of the Pueblo of San Juan de Guadalupe. Carta d'intent de petició 01/18/1971.[4][6][7][8]
- Piro/Manso/Tiwa Tribe of Guadalupe Pueblo (a.k.a. Tiwa Indian Tribe).[7] Carta d'intent de petició 12/17/2002.[4] Recepció de petició 12/17/2002.[10]

### Nova Hampshire
- Abenaki Indian Center, Inc.[8]
- Abenaki Nation of New Hampshire[6][7][8]
- Pennacook New Hampshire Tribe[8]

### Nova Jersey
- Cherokee Nation of New Jersey[2][46]
- Eagle Medicine Band of Cherokee Indians, també a Pennsylvania[46]
- New Jersey Sand Hill Band of Indians (also known as Sand Hill Band of Lenape and Cherokee Indians or Sand Hill Band of Indians).[3][14] Carta d'intent de petició 01/09/2007.[4]
- Jatibonicu Taino Tribal Band of Southern New Jersey, part d'una nació tribal parental amb el mateix nom de Jatibonicu a Puerto Rico.
- Osprey Band of Free Cherokees[2][6][7][8][14]
- Powhatan Tribe[12]
- Unalachtigo Band of Nanticoke Lenni Lenape Nation. Carta d'intent de petició 2/1/2002.[4]
- Schèjachbi Wonameys, NJ Lenni Lenape Nation.[47]
- Ramapough Lenape Nation

### Nova York
- Cherokee-Blackfeet.[2]
- The Chickamauga Notowega Creeks. Carta d'intent de petició 03/19/2001.[4]
- Deer Council of Free Cherokees.[2][6][7][8]
- Hudson River Band (abans Konkapot Band, Hudson Valley Band). Carta d'intent de petició 04/19/2002.[4] Recepció de petició 04/19/2002.[10]
- Mohawk Nation Akwesasne Mohawk Territory[8]
- Mohawk Reservation[8]
- Montauk Indian Nation (a.k.a. Montaukett Indian Nation of New York).[7] Carta d'intent de petició 07/31/1995.[4]
- Montaukett Tribe of Long Island. Carta d'intent de petició 03/16/1998.[4]
- North-Eastern Band of Cherokee Indians.[2]
- Nuy Keetoowah, Inc.[2]
- Ohatchee Cherokee Tribe of New York and Alabama.[2] Carta d'intent de petició 12/16/2002.[4] Recepció de petició 12/16/2002.[10]
- Western Mohegan Tribe & Nation of New York.[8] Carta d'intent de petició 1/27/1997.[4][14]

### Ohio
- Alleghenny Nation Indian Center (Ohio Band) (I),[6][7][8][12][37][48] també coneguts com a Allegheny-Lenape Indian Council of Ohio. Carta d'intent de petició 11/03/1979.[4] Suposadament tenia el reconeixement estatal provisional en un any, però fallà en enviar la documentació pertinent per al reconeixement definitiu.
- Alleghenny Nation Indian Center (Ohio Band) (II). Carta d'intent de petició 6/02/2005.[4] Possiblement escindits dels Alleghenny Nation Indian Center (Ohio Band) (I) situats una milla més lluny.
- Cherokee Delaware Indian Center.[2]
- Cherokee United Intertribal Indian Council.[2]
- Chickamauga Keetoowah Unami Band of Cherokee.[2]
- Chickamauga Keetoowah Unami Wolf Band of Cherokee Delaware Shawnee of Ohio, West Virginia & Virginia. Carta d'intent de petició 08/28/2006.[4]
- East of the River Shawnee Tribe. Inicialment reconegut estatalment 1979; reaplicat el gener de 2009 després de la reorganització en 2005.
- Eastern Cherokee Nation, Overhill Band.[2]
- Etowah Cherokee Nation.[2]
- Free Cherokee, Four Direction Council.[2]
- Free Cherokee, Hokshichanklya Band.[2]
- Kispoko Sept of Ohio Shawnee (Reserva Hog Creek).[14][48]
- Lower Eastern Ohio Mekojay Shawnee. Carta d'intent de petició 3/5/2001.[4]
- Mekoce Shawnee.[14][48]
- Morning Star Shawnee Nation.[14]
- Munsee Delaware Indian Nation[48]
- North Eastern U.S. Miami Inter-Tribal Council.[6][7][8][14][48] Carta d'intent de petició 04/09/1979.[4]
- Notoweega Nation.[14][48] També coneguts com a Ohio Woodlands Tribe.[48]
- The Nottoway in Ohio. Carta d'intent de petició 07/03/2008.[4]
- Piqua Sept of Ohio Shawnee Indians.[6][7][8][14][48] Carta d'intent de petició 04/16/1991.[4] la Tribu Piqua Shawnee – reconeguda oficialment a Alabana per l'Alabama Indian Affairs Commission per l'autoritat de la Llei Strong-Davis i a Ohio per Resolució del Senat d'Ohio 188, adoptada el 26 de febrer de 1991 i per la Resolució núm 83 de la 119a Assemblea General de la Cambra de Representants d'Ohio adoptada el 3 d'abril de 1991 i presentada a la BIA, i a Kentucky per proclamació del governador el 13 d'agost de 1991.
- Saponi Nation of Ohio.[8] Carta d'intent de petició 9/25/1997.[4]
- Shawnee Nation, Ohio Blue Creek Band of Adams County. Carta d'intent de petició 8/5/1998.[4]
- Tallige Cherokee Nation, Fire Clan.[2][37][48]
- Tutelo Nahyssan Tribal Nation. Carta d'intent de petició 7/27/2005.[4]
- Tutelo-Saponi Tribal Nation (abans Pine Hill Saponi Tribal Nation). Carta d'intent de petició 10/1/2002.[4]

### Oklahoma
- Canadian River Band of the Southern Cherokee Nation.[2]
- Cataba Tribal Association[6][7][8]
- Chickamauga Cherokee Nation (I),[2][8][14] també coneguda com a Chickamauga Cherokee Nation MO/AR White River Band i com a White River Band of Chickamauga Cherokee Nation of Missouri and Arkansas.[14] També a Arkansas i Missouri. També hi ha una Chickamauga Cherokee Nation White River Band (II) a Oklahoma.
- Chickamauga Cherokee Nation White River Band (II).[14] També hi ha una Chickamauga Cherokee Nation White River Band (I) a Arkansas, Missouri i Oklahoma.
- Natchez Nation of Oklahoma[15]
- Northern Cherokee Nation of the Old Louisiana Territory.[2] State-reconeguda a Missouri, però no reconeguda a Arkansas i altres estats.
  - Kanasas (Awi Akta) District of NCNOLT.[2] – Situada a Kansas
  - Oklahoma (Ani Tsi Na) District of the NCNOLT.[2] – Situada a Oklahoma.
- Northern Cherokee Tribe of Indians.[2]
- Northern Chickamaunga Cherokee Nation of Arkansas and Missouri.[2] Carta d'intent de petició 9/5/1991[6][7][8]
- Southeastern Cherokee Confederacy, Horse Clan.[2]
- Southern Cherokee Nation.[2][20]
- United Band of the Western Cherokee Nation.[2] Carta d'intent de petició 3/14/2003.[4]
- Yuchi Tribal Organization.[6][7][8] Carta d'intent de petició 10/05/1990; Refús de reconeixement 3/21/2000, 64 FR 71814.[4]
- Yuchi (Euchee) Tribe of Oklahoma[8][15] Situada a Sapulpa (Oklahoma). Cerquen el reconeixement federal i la separació de la nació Muscogee d'Oklahoma, que va absorbir nombrosos petits grups de Yuchi durant la deportació.

### Oregon
- Celilio-Wyam Indian Community[6][7][8]
- The Cherokee Delaware Tribe of the Northwest.[2]
- Chetco Tribe[6][7][8]
- Chinook Indian Tribe of Oregon & Washington, Inc. (a.k.a. Chinook Nation)[6][7][15] Carta d'intent de petició 07/23/1979; Refús de reconeixement 7/12/2003, 67 FR 46204.[4] També a Washington.
- Clatsop-Nehalem Confederated Tribes[7][14]
- Confederated Tribes: Rogue, Table Rock & Associated Tribes.[8] Carta d'intent de petició 3/24/1997; carta d'intent enviada 6/19/1997.[4]
- Northwest Cherokee Deer Clan.[2]
- Northwest Cherokee Wolf and Paint Clan.[2]
- Northwest Cherokee Wolf Band of the Southeastern Cherokee Confederacy.[2][6][7][8] Carta d'intent de petició 03/09/1978; Refús de reconeixement 11/25/1985 50 FR 39047.[4]
- Tchinouk Indians.[6][7][8] Carta d'intent de petició 05/16/1979; Refús de reconeixement 03/17/1986, 51 FR 2437.[4]
- Tolowa-Tututni Tribe.[6][7] També a California.[8]

### Pennsilvània
- Eastern Delaware Nations.[14]
- Free Cherokee-Chickamauga.[2]
- Lena'pe Nation.[14]
- Lenape Nation (a.k.a. Eastern Lenape Nation of Pennsylvania).[8][14] Carta d'intent de petició 05/16/2000.[4]
- Southeastern Cherokee Confederacy of Pennsylvania.[2]
- Thunder Mountain Lenapé Nation
- Tsalagi Elohi Cherokee Earth.[2]
- United Cherokee Tribe of West Virginia.[2] També a Carolina del sud i Virgínia Occidental.
- White Path Society.[2]

### Puerto Rico
- Liga Guakia Taina ke (Our Taino Land).
- Naguake Indigenous Base Community
- Concilio Taino Guatu-Ma-Cu A Boriken (Puerto Rico)
- Consejo General de Tainos Boricanos
- Turabo Taino Indian Nation in Puerto Rico
- Jatibonicu Taino Tribal Nation of Boriken. (Puerto Rico).[49]

### Rhode Island
- Aquidneck Indian Council[8]
- Pokanoket Tribe of the Wampanoag Nation.[8] Carta d'intent de petició 10/05/1994 pel reconeixement federal.[4] La tribu intentà el reconeixement estatal amb la introducció del State of Rhode Island House Bill 2006--H 7236 Arxivat 2006-03-13 a Wayback Machine., però el decret no fou aprovat.[50] També a Massachusetts.
- Pokanoket-Wampanoag Federation: Wampanoag Nation/Pokanoket Tribe and Bands. Carta d'intent de petició 1/5/1998.[4]
- Rhode Island Indian Council[8]
- Seaconke Wampanoag Tribe. Carta d'intent de petició 10/29/1998.[4]
- Wappinger Tribal Nation. Carta d'intent de petició 7/7/2003.[4]
- Wiquapaug Eastern Pequot Tribe. Carta d'intent de petició 09/15/2000.[4] Recepció de petició 09/15/2000.[5]

### Tennessee
- Central Band of Cherokee of Lawrenceburg (Tennessee) (el Fiscal General de Tennessee declarà el reconeixement legal per part de la Comissió d'Afers Indis estatal de 19 de juny de 2010 "nul i sense efectes" el 3 de setembre de 2010.[2][51][51][52][53][54] abans coneguda com a "Cherokee of Lawrence County",[55] i com a "Sugar Creek Band of SeCCI".[2] Carta d'intent de petició 9/14/2000.[4] Recepció de petició 9/14/2000;[5][56]
- Cherokee Wolf Clan of Yuma (Tennessee) (el Fiscal General de Tennessee declarà el reconeixement legal per part de la Comissió d'Afers Indis estatal de 19 de juny de 2010 "nul i sense efectes" el 3 de setembre de 2010.[2][51][52][53][54]
- Chikamaka Band de Tracy City (Tennessee) (el Fiscal General de Tennessee declarà el reconeixement legal per part de la Comissió d'Afers Indis estatal de 19 de juny de 2010 "nul i sense efectes" el 3 de setembre de 2010.;[2][51][52][53][54] fou introduïda com la "Chikamaka-Cherokee Band of the South Cumberland Plateau" en 2009 a la Tennessee House Bill 239[57] que fou substituïda per la House Bill 1692.[58] La House Bill 1692 va incloure el nom Chikamaka Band com el nom que els representava habitualment.[59]
- Etowah Cherokee Nation (I).[2][6][7][8] Carta d'intent de petició 12/31/1990; carta certificada retornada no entregable 10/1997.[4] El reconeixement d'aquest grup, que es troba a Cleveland (Tennessee), fou denegat per la legislatura estal, contestant l'autoritat de la Proclamació de Reconeixement del Governador de Tennessee de 25 de maig de 1978.[60][61]
- Remnant Yuchi Nation de Kingsport (Tennessee) (el Fiscal General de Tennessee declarà el reconeixement legal per part de la Comissió d'Afers Indis estatal de 19 de juny de 2010 "nul i sense efectes" el 3 de setembre de 2010.[2][51][52][53][54]
- Tanasi Council, també coneguda com a "Tanasi Council of the Far Away Cherokee", de Memphis (Tennessee) (el Fiscal General de Tennessee declarà el reconeixement legal per part de la Comissió d'Afers Indis estatal de 19 de juny de 2010 "nul i sense efectes" el 3 de setembre de 2010.[2][51][52][53][54][57] "Faraway Cherokee Native American Inter-Tribal Association",[55] com a "Faraway Cherokee Association".[2]
- United Eastern Lenape Nation de Winfield (Tennessee) (el Fiscal General de Tennessee declarà el reconeixement legal per part de la Comissió d'Afers Indis estatal de 19 de juny de 2010 "nul i sense efectes" el 3 de setembre de 2010.[2][51][52][53][54] també coneguda com la "United Eastern Lenape Nation Middle Division Inc.",[2] "Cherokee of the Upper Cumberland, Knoxville",[2] i "Upper Cumberland Cherokee" (I).[57][62]

### Texas
- American Cherokee Tribe of Texas.[2]
- The Arista Indian Village. Carta d'intent de petició 05/21/2002.[4] Recepció de petició 05/21/2002.[10]
- Atakapas Ishak Nation of Southeast Texas and Southwest Louisiana. Carta d'intent de petició 02/02/2007.[4]
- Cherokee Nation of Texas, Limited.[2]
- Cherokee Nation of Texas, Tsalagiyi Nvdagi, Troup.[2]
- Chickamauga Cherokee Brushy Creek Band.[12]
- Comanche Penateka Tribe. Carta d'intent de petició 04/03/1998.[4]
- Court of the Golden Eagle, The Oukah.[2]
- Creek Indians of Texas at Red Oak[6][7][8]
- Free Cherokee, Hummingbird Clan.[2]
- Free Cherokee Tennessee River Band of Chickamauga
- Jumano Tribe (West Texas) (abans The People of LaJunta (Jumano/Mescalero)).[8] Carta d'intent de petició 03/26/1997.[4]
- Lipan Apache Band of Texas (II).[3][14] Carta d'intent de petició 05/26/1999.[4]
- Pamaque Clan of Coahuila y Tejas Spanish Indian Colonial Missions Inc.[14] Carta d'intent de petició 04/23/2002;[4] Recepció de petició 04/23/2002.[10] Papers BAR arxivats 2005.[3]
- Southeastern Cherokee Confederacy, Hawk Clan.[2]
- Southeastern Cherokee Confederacy, Sequoyah Clan.[2]
- Southeastern Cherokee Tribe and Associated Bands.[2]
- Sovereign Cherokee Nation Tejas[2]
- Tap Pilam: The Coahuiltecan Nation.[7][14] Carta d'intent de petició 12/03/1997.[4]
- Texas Band of Cherokee, Choctaw and Chickasaw Indians (abans coneguda com a Texas Cherokee and Associated Bands).[63] També coneguda com a Texas Band of Cherokee Indians of the Mount Tabor Indian Community.[2]
  - Choctaw-Chickasaw Indians of the Mount Tabor Community. Reclamació separada dels Texas Cherokees and Associated Bands en 1999.[63]
  - Pine Hill Community of Cherokee Indians.[63]
- Texas Buffalo Bayou Band of Chickamaugan Cherokee, Southern Cherokee Nation.[2]
- Texas Gulf Coast Cherokee and Associated Bands.[2]
- Tribal Council of the Carrizo/Comecrudo Nation of Texas. Carta d'intent de petició 07/06/1998.[4]
- Tu` Tssn Nde Band of the Lipan Apache Nation of Texas.
- United Chickamaugan.[12]
- United Mascogo Seminole Tribe of Texas. Carta d'intent de petició 12/31/2002.[4] Recepció de petició 12/31/2002.[10]
- The Yanaguana Bands of Mission Indians of Texas. Carta d'intent de petició 10/19/2004.[4]

### Utah
- Cherokee Indian Descendents Organization of the Ani-Yun-Wiya.[2]
- Colorado River Band of the Southern Cherokee Nation.[2]
- Northeast Band of Shoshone Indians[6][7][8]
- Rocky Mountain Band of Cherokee Descendents - Magna.[2]
- White Mesa Ute Council[6][7][8][14]

### Vermont
- Free Cherokee, Tribal Council.[2]
- Green Mountain Band of Cherokee.[2]
- Koasek Traditional Band of the Sovereign Abenaki Nation.[4][12][14][15][20][64] (abans Northern New England-Coos Band, Independent Clans of the Coos United, Cowasuck of North America and Cowasuck-Horicon Traditional Band; a.k.a. Cowasuck Traditional Band of the Sovereign Abenaki Nation).(no s'ha de confondre amb la Traditional Koasek Abenaki Nation of the Koas que ha estat reconeguda per l'estat de Vermont)
- Sunray Meditation Society.[2]

### Virginia
- Ani-Stohini/Unami Nation.[8][14] Carta d'intent de petició 07/08/1994.[4]
- Appalachian Cherokee Nation.[2]
- Buffalo Ridge Cherokees.[2]
- Cherokee of Virginia Birdtown.[2]
- Free Cherokees Spider Clan.[2]
- Inagel Tsalagi, Cherokee of Virginia.[2]
- Northern Tsalagi Indian Nation.[2]
- Rappahannock Indian Tribe (II). Carta d'intent de petició 01/31/2001.[4] Comparteix el nom amb la tribu reconeguda estatalment Rappahannock Indian Tribe (I).
- Southern Cherokee Confederacy, Pine Log Clan.[2]
- Turtle Band of Cherokee.[2]
- United Cherokee Indian Tribe of Virginia.[2] Carta d'intent de petició 08/03/2000.[4] Recepció de petició 07/31/2000.[5]
- Wicocomico Indian Nation (a.k.a. Historic Wicocomico Indian Nation of Northumberland County, Virginia). Carta d'intent de petició 09/15/2000.[4] Recepció de petició 08/28/2000.[5][65]
- Wolf Creek Cherokee Indian Tribe of Virginia.[2][12]

### Virgínia Occidental
- Monican Indian Nation. Carta d'intent de petició 8/23/2007.[4]
- United Cherokee Tribe of West Virginia.[2] Carta d'intent de petició 12/30/2005.[4] També a Pennsylvania i Carolina del Sud.

### Illes Verges
- Opia Carib Indian Tribe in U.S Virgin Islands (St. Thomas)

### Washington
- Anisahani Blue Clan.[2]
- Duwamish Indian Tribe.[6][7][8][14][15] Carta d'intent de petició 06/07/1977; Refús de reconeixement 05/08/2002 (66 FR 49966).[4]
- Free Cherokees, Four Directions Council.[2]
- Kikiallus Indian Nation[15]
- Marietta Band of Nooksacks[7][15]
- Mitchell Bay Band[6][7][8]
- Noo-Wha-Ha Band[6][7][8]
- Snohomish Tribe of Indians.[6][7][8][15] Carta d'intent de petició 03/13/1975; Refús de reconeixement 03/05/2004 68 FR 68942.[4]
- Snoqualmoo Tribe of Whidbey Island.[6][7][8][15] Carta d'intent de petició 06/14/1988.[4]
- Steilacoom Tribe.[6][7][8][15] Carta d'intent de petició 08/28/1974; Proposta trobada 02/07/2000. Rebutjat el reconeixement efectiu 6/17/2008 73 FR 14833.[4]

### Wisconsin
- Indis Brothertown de Wisconsin.[6][7][8][20] Carta d'intent de petició 04/15/1980.[4]
- Muhheconnuck and Munsee Tribes. Carta d'intent de petició 06/04/2003.[4]
- Southern Cherokee Confederacy, Wisconsin.[2]

### Wyoming
- Northwestern Shoshoni[8][14][15]